# Costanza d'Avalos
Costanza d'Avalos, född 1460, död 1541, var regerande hertiginna av Francavilla mellan 1501 och 1541.
Hon är berömd för sitt försvar av Ischia (mer konkret dess fort) mot fransmännen år 1503. 